# Вархаламская губа
Вархаламская губа — губа на севере Охотского моря в Гижигинской губе.

## Топоним
Название губы происходит от реки Вархалам. Этот гидроним близок к чукотскому Вэрӄальын — «имеющая острые камни» от вэрӄы — «торчащий острый камень», «снежный заструг» + суффикс обладания -льын.

## География
Находится на севере Гижигинской губы. В северной части — устье реки Вархалам. Западным входным мысом Вархаламской губы является Рифовый, юго-западнее которого находится остров Четыре Пальца. На юго-востоке расположена бухта Тихая. На западном побережье находится упразднённый посёлок Вархалам. На правом восточном берегу на безымянном полуострове расположена низменность со множеством мелких озёр, в том числе Кривое, Угольное, Бычок, а в центре полуострова — две горы: Двухсопочная высотой 253 метра и Титешная высотой 198 метров.
Средняя величина прилива — 6 метров, наибольшая глубина — 18 метров.